# Nathan Redmond
Nathan Daniel Jerome Redmond (ur. 6 marca 1994 w Birmingham) – angielski piłkarz irlandzkiego pochodzenia występujący na pozycji pomocnika w klubie Burnley.

## Kariera

### Birmingham
Redmond urodził się w Birmingham, West Midlands, przez co ma pochodzenie irlandzkie, oraz jamajskie. Dorastał w okręgu Kitts Green i uczęszczał do pobliskiej szkoły podstawowej w Yardley, a następnie Sheldon Heath Community Arts College. W wieku ośmiu lat został zauważony przez skautów Birmingham City, którzy dostrzegli w nim potencjał. W 2009 roku prezentował drużynę U-15 i w półfinale Nike Premier Cup zdobył hat-tricka. W sezonie 2009-10 jeszcze jako uczeń Redmond wystąpił w piętnastu spotkaniach, zdobywając trzy bramki. Zanotował także kilka meczów w drużynie rezerwowej. Parę dni później Redmond znalazł się w dorosłej kadrze drużyny na mecz Premier League przeciwko Evertonowi, lecz nie znalazł się w osiemnastce meczowej. Na ławce rezerwowych zasiadł w ostatniej kolejce sezonu 2009-10 w wieku 16 lat i 56 dni. Gdyby zagrał w tym spotkaniu pobiłby rekord klubu, stając się najmłodszym piłkarzem klubu, a także najmłodszym piłkarzem Premier League, który zagrał w tych rozgrywkach.
Dyrektor akademii Terry Westley opisał go jako zdolnego i szybkiego skrzydłowego, który może stać się takim piłkarzem jak: Ashley Young, czy Aaron Lennon i potwierdził, że kilka klubów wyraziło nim zainteresowanie. W lipcu 2010 roku podpisał stypendialną umowę z Birmingham.
W sierpniu 2010 roku zadebiutował w barwach Birmingham City w meczu Pucharu Ligi z Rochdale i stał się drugim najmłodszym debiutantem w historii klubu. Miał 16 lat i 173 dni.
Aby móc częściej grać Redmond został wypożyczony na jeden miesiąc do drużyny Burton Albion w styczniu 2011 roku. Ruch jednak się nie odbył, ponieważ komisja Football League która ratyfikowała umowę, zdała sobie sprawę, że zasady nie pozwalały na taki ruch. Zagrał dwa mecze w tym sezonie – jeden w Pucharze Anglii, a drugi w Pucharze Ligi Angielskiej i podpisał trzyletnią umowę.

#### 2011-12
Po powrocie z Pucharu Świata U-17 Redmond zagrał w przedsezonowym meczu z Cork City. Wobec braku kilku pomocników Redmond zagrał całą rundę w kwalifikacjach do Ligi Europy przeciwko portugalskiemu Nacional. Po raz pierwszy w karierze rozegrał 90 minut. Zadebiutował w rozgrywkach Championship trzy dni później, ponownie spędzając na boisku cały wymiar czasowy. 31 grudnia 2011 roku zdobył swoją pierwszą bramkę ligową, przeciwko Blackpool. Strzelił także bramkę w starciu z Sheffield United w ramach czwartej rundy Pucharu Anglii. Sezon zakończył z dorobkiem siedmiu goli i zdobył nagrodę Młodego Piłkarza Roku.

#### 2012-13
Pomimo problemów finansowych prezes klubu powiedział, że Jack Butland i Nathan Redmond nie są na sprzedaż. Redmond miał na celu na stałe zostać zawodnikiem pierwszej drużyny. W październiku zagrał po raz pięćdziesiąty w barwach Birmingham. W styczniu po przybyciu Roberta Halla z West Hamu – Redmond został odsunięty od składu. Nowy menedżer Lee Clark stwierdził, że musi bardziej przykładać się do treningów i dawać z siebie 100%. Po rozmowie z trenerem zaakceptował całą sytuację i wysłuchał jego rad. W grudniu zagrał jako drugi napastnik obok Nikoli Žigicia. Forma Redmonda rosła i w spotkaniu z Nottingham Forest zaliczył asystę przy golu Chrisa Burke, a w marcu 2012 roku zdobył pierwszą bramkę w starciu z Derby County. Dobra dyspozycja sprawiła, iż dostał powołanie do reprezentacji Anglii U-20 na Mistrzostwa Świata, a następnie na Mistrzostwa Europy w 2013 roku.

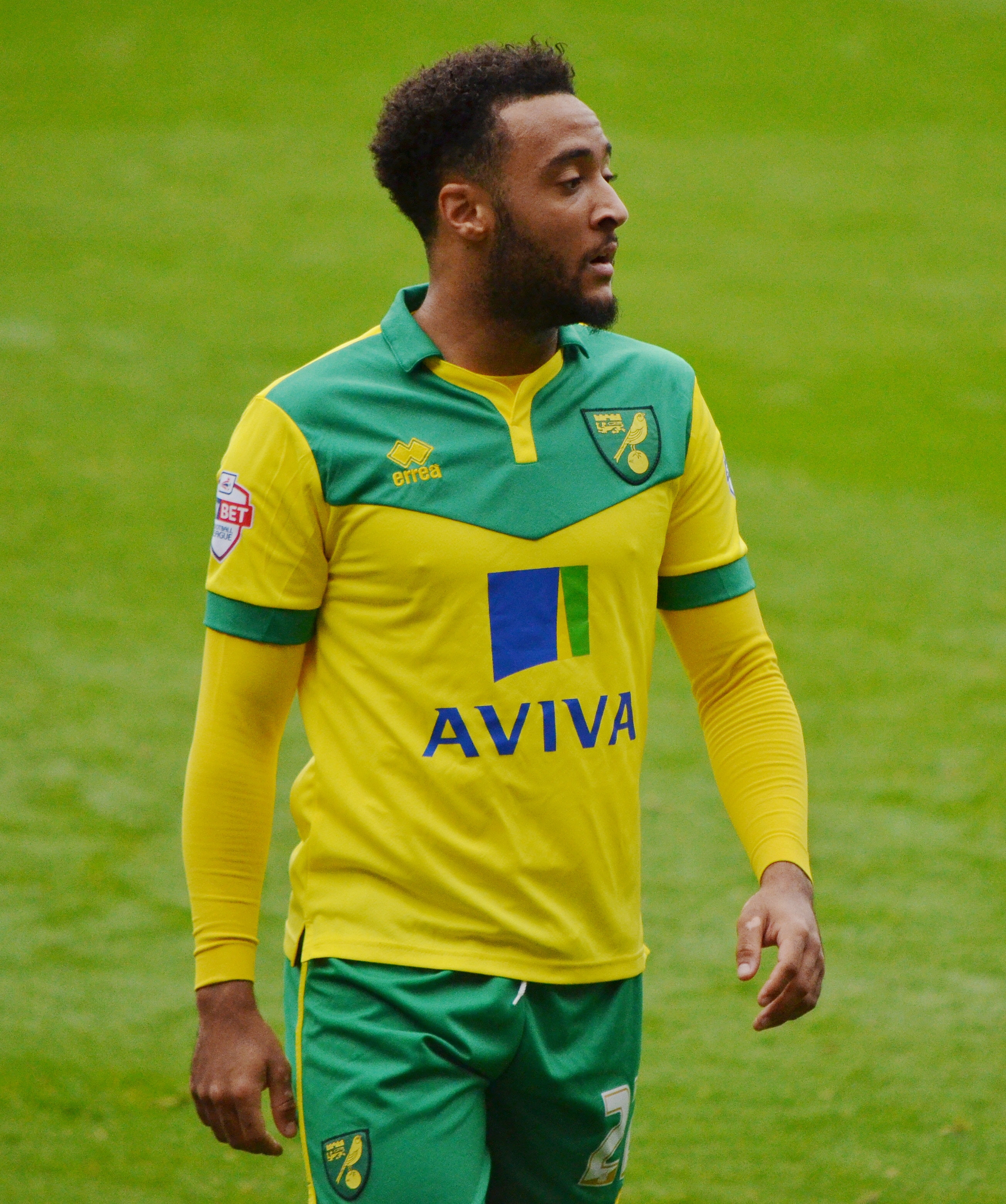
Redmond grający w Norwich City

### Norwich City
Transfer Jacka Butlanda w styczniu do Stoke City oznaczał, że klub będzie sprzedawał swoich najlepszych graczy. Na początku letniego okna transferowego na stół Birmingham wpłynęły oferty ze Swansea City, oraz Norwich. Redmond postanowił wybrać Norwich, aby ponownie zagrać dla byłego trenera Chrisa Hughtona. Podpisał czteroletni kontrakt. W dniu 17 sierpnia 2013 roku zadebiutował w zremisowanym 2-2 meczu z Evertonem. Dwa tygodnie później zdobył bramkę w spotkaniu z Southampton i zapewnił pierwszą wygraną Norwich w sezonie.

### Southampton
25 czerwca 2016 roku przeniósł się do Southampton za kwotę około 10 mln funtów. Podpisał pięcioletni kontrakt. W swoim debiucie zdobył bramkę w starciu z Watfordem. Zagrał także we wszystkich meczach w fazie grupowej Ligi Europy. Ponadto zagrał na Wembley przeciwko Manchesterowi United w finale Pucharu Ligi Angielskiej.

## Kariera reprezentacyjna
W dniu 15 października zagrał po raz pierwszy dla kadry Anglii U-16. Był także ważnym graczem na turnieju Victory Shield w 2009 roku, który wygrali Anglicy. W 2010 roku zagrał we wszystkich czterech meczach i zdobył jedną bramkę. W dniu 3 sierpnia zadebiutował na turnieju w Nordic Tournament w wygranym 5-0 meczu z Finlandią, a w spotkaniu z Danią wpisał się na listę strzelców. Redmond był w składzie Anglii U-17, który zakwalifikował się do Mistrzostw Świata w 2011 roku. Rozegrał wszystkie trzy spotkania grupowe, a Anglicy dotarli do półfinału, przegrywając z Holandią. Był częścią drużyny na Mistrzostwach Europy w 2012 roku zdobył bramkę z Serbią w meczu grupowym, która pozwoliła zyskać awans do półfinału, oraz kwalifikacje do przyszłorocznych Mistrzostw Świata. Gdy Tom Ince został zawieszony, a Wilfried Zaha doznał kontuzji Redmond rozpoczął mecz w podstawowym składzie Anglii na Mistrzostwach Świata przeciwko Włochom. Zespół zagrał bardzo słabo, ale Redmond został pochwalony przez kapitana Jordana Hendersona i trenera Stuarta Pearce'a, oraz brytyjską prasę. Anglicy zostali wyeliminowani z rozgrywek nie zdobywając żadnego punktu w grupie i kończąc te zmagania na ostatnim miejscu. W sierpniu 2013 roku w meczu przeciwko Szkocji zdobył pierwszą bramkę w kadrze U-21. W maju 2014 roku jego hat-trick dał zwycięstwo 3-1 nad Walią w meczu kwalifikacyjnym do Mistrzostw Europy w 2015 roku. 16 marca 2017 roku został powołany do dorosłej kadry Anglii na mecz towarzyski z Niemcami, oraz spotkanie kwalifikacyjne z Litwą. Dostał szansę debiutu w 66. minucie gry przeciwko Niemcom, zastępując Aadama Lallanę.

## Statystyki kariery

### Klubowe
| Klub               | Sezon              | Liga               | Liga  | Liga | FA Cup | FA Cup | Puchar Ligi Angielskiej | Puchar Ligi Angielskiej | Pozostałe | Pozostałe | Łącznie | Łącznie |
| Klub               | Sezon              | Liga               | Mecze | Gole | Mecze  | Gole   | Mecze                   | Gole                    | Mecze     | Gole      | Mecze   | Gole    |
| ------------------ | ------------------ | ------------------ | ----- | ---- | ------ | ------ | ----------------------- | ----------------------- | --------- | --------- | ------- | ------- |
| Birmingham City    | 2009–10            | Premier League     | 0     | 0    | 0      | 0      | 0                       | 0                       | –         | –         | 0       | 0       |
| Birmingham City    | 2010–11            | Premier League     | 0     | 0    | 1      | 0      | 2                       | 0                       | –         | –         | 3       | 0       |
| Birmingham City    | 2011–12            | Championship       | 24    | 5    | 5      | 1      | 1                       | 0                       | 7         | 1         | 37      | 7       |
| Birmingham City    | 2012–13            | Championship       | 38    | 2    | 2      | 0      | 2                       | 0                       | –         | –         | 42      | 2       |
| Birmingham City    | Łącznie            | Łącznie            | 62    | 7    | 8      | 1      | 5                       | 0                       | 7         | 1         | 82      | 9       |
| Norwich City       | 2013–14            | Premier League     | 34    | 1    | 2      | 0      | 3                       | 0                       | –         | –         | 39      | 1       |
| Norwich City       | 2014–15            | Championship       | 43    | 4    | 1      | 0      | 0                       | 0                       | 3         | 2         | 47      | 6       |
| Norwich City       | 2015–16            | Premier League     | 35    | 6    | 1      | 0      | 1                       | 0                       | –         | –         | 37      | 6       |
| Norwich City       | Łącznie            | Łącznie            | 112   | 11   | 4      | 0      | 4                       | 0                       | 3         | 2         | 123     | 13      |
| Southampton        | 2016–17            | Premier League     | 37    | 7    | 3      | 0      | 5                       | 1                       | 5         | 0         | 50      | 8       |
| Southampton        | 2017–18            | Premier League     | 31    | 1    | 4      | 0      | 1                       | 0                       | 0         | 0         | 36      | 1       |
| Southampton        | 2018–19            | Premier League     | 38    | 7    | 2      | 3      | 3                       | 0                       | 0         | 0         | 43      | 9       |
| Łącznie w karierze | Łącznie w karierze | Łącznie w karierze | 280   | 33   | 21     | 4      | 18                      | 1                       | 15        | 3         | 334     | 41      |

## Sukcesy

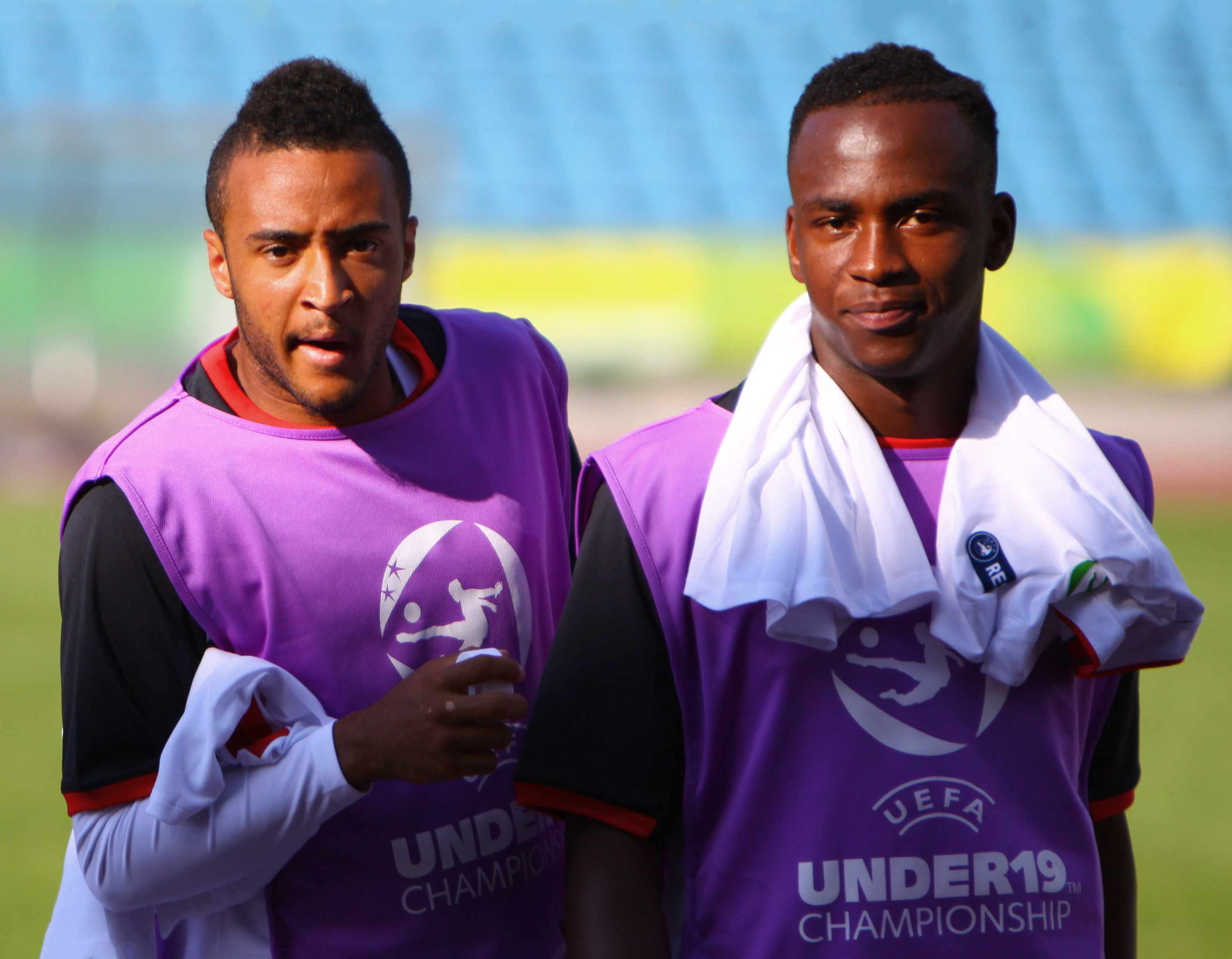
Nathan Redmond (z prawej) i Saido Berahino (z lewej) w 2012 roku

### Klubowe
Norwich
- Wygrana w play-off Championship: 2014/2015[36]

### Reprezentacyjne
Anglia U-16
- Victory Shield: 2009

Anglia U-17
- Turniej Nordic: 2010

### Indywidualne
- Drużyna Mistrzostw Europy U-21: 2015[37]
- Najlepszy piłkarz w Anglii U-21: 2016